# Капели (Козенца)
Капели је насеље у Италији у округу Козенца, региону Калабрија.
Према процени из 2011. у насељу је живело 128 становника. Насеље се налази на надморској висини од 458 м.